# Islam Makhachev
Islam Ramazanovich Makhachev (Russisch: Ислам Рамазанович Махачев, Machatsjkala, 27 oktober 1991) is een Russisch MMA-vechter. Hij werd op 22 oktober 2022 wereldkampioen lichtgewicht (tot 70 kilo) bij de UFC. Hij was in 2016 ook al eens wereldkampioen combat-sambo.

## Carrière

### Vormende jaren
Makhachev werd geboren in Dagestan in de toenmalige Sovjet-Unie als tweede zoon van een landarbeider en een huisvrouw. Hij begon op zijn zevende met taekwondo en een paar jaar later met sanshou. Toen zijn familie verhuisde naar een andere plaats, stopte hij een paar jaar met vechtsporten en ging hij in plaats daarvan voetballen. Hij bleef wel deelnemen aan georganiseerde straatgevechten, een plaatselijke traditie. Toen Makhachev zich weer op vechtsporten richtte, ging hij eerst worstelen om vervolgens over te stappen naar MMA. Hij bekwaamde zich in die laatste discipline onder coach Abdulmanap Noermagomedov, de vader van Chabib Noermagomedov.
Makhachev studeerde lichamelijke opvoeding aan de Universiteit van Dagestan. Daarnaast werkte hij in de bewaking om zichzelf van een inkomen te voorzien. Makhachev werd in 2014 voor het eerst Russisch kampioen combat-sambo. Daarmee kwalificeerde hij zich voor het WK, maar dat toernooi miste hij vanwege gezondheidsredenen. Nadat hij in 2016 opnieuw Russisch kampioen werd, won hij datzelfde jaar ook de wereldtitel.

### MMA
Makhachev vocht op 1 augustus 2010 voor het eerst in een officieel MMA-gevecht. Hij won die dag op basis van een jurybeslissing van Magomed Bekbolatov. Hij versloeg daarna ook alle tien zijn volgende tegenstanders, waarvan zeven op basis van een knock-out (KO), technische knock-out (TKO) verwurging of armklem (submissie). Daarmee verdiende hij een contract bij de UFC. Makhachev vocht op 23 mei 2015 voor het eerst voor deze organisatie. Hij won die dag van Leo Kuntz door middel van een verwurging (rear-naked choke). In zijn tweede partij voor de UFC leed hij voor het eerst in zijn profcarrière een nederlaag. Adriano Martins sloeg hem toen binnen twee minuten knock-out.
Makhachev kwam bijna een jaar niet in actie en herpakte zich in september 2016 met een overwinning op Chris Wade (jurybeslissing). Hij won daarna ook zijn volgende negen gevechten, waarvan zes voortijdig. De UFC gunde hem daarop een titelgevecht tegen voormalig UFC-kampioen lichtgewicht Charles Oliveira. Die was op dat moment bijna vijf jaar ongeslagen. Makhachev won binnen twee ronden door middel van een verwurging (arm-triangle choke).
Makhachev verdedigde zijn titel in februari 2023 voor het eerst. Hij nam het toen op tegen UFC-kampioen vedergewicht (tot 66 kilo) Alexander Volkanovski. Hij moest die dag voor het eerst in zijn carrière vijf ronden van vijf minuten volmaken. De jury wees hem daarna unaniem aan als winnaar. Volkanovski kreeg acht maanden later een herkansing, maar Makhachev won opnieuw. Deze keer had hij iets meer dan drie minuten nodig voor hij zijn tegenstander met een schop tegen het hoofd knock-out trapte.